# Arroz chaufa
El arroz chaufa o simplemente chaufa, es un tipo de arroz frito consumido en Perú. Forma parte del estilo gastronómico tusán, siendo parte de la cual se denomina como cocina chifa. Es el plato más representativo de esta cocina.
Consiste en un arroz frito con verduras, que generalmente incluye cebolletas, huevos y una proteína, cocinado rápidamente a fuego alto, a menudo en un wok y aderezado con salsa de soja y aceite. Se deriva de la cocina china cantonesa debido a la afluencia de inmigrantes chinos al Perú a finales del siglo XIX. La persona especializada en la elaboración del arroz chaufa recibe el nombre de «chaufero».

## Historia
La preparación llegó a manos de la inmigración china de mediados del siglo XIX en Perú, procedentes en su mayoría de la provincia de Cantón. Estos trabajadores, denominados culíes, tuvieron un régimen laboral de semiesclavitud, y fueron los primeros en preparar el arroz chaufa con las sobras de los ingredientes principales en los restaurantes.
La primera referencia escrita que se ha encontrado es una receta publicada en la revista Oriental en el año 1935.

## Descripción
La palabra "chaufa" proviene de la palabra china "chaofan" (chino simplificado: 炒饭, chino tradicional: 炒飯, pinyin: chǎofàn, cantonés: Cháau Faahn), literalmente 'arroz frito (revuelto)'.
Además del arroz, un ingrediente común a la mayoría de arroz chaufa es el Allium fistulosum, conocido como 'cebolla china' en español. Es posible adaptar la receta con otros granos como la quinua y el trigo. Hay distintas variedades del arroz chaufa, dependiendo de las carnes que se le añaden o del acompañamiento: chaufa de pollo, de carne de res, combinado de arroz chaufa con tallarín saltado, de chancho, aeropuerto, salvaje, de pato, de charqui, de cecina selvática, de langostinos, de mariscos, con pescado, de caimán, lagarto, chaufa especial, entre otros.
También existe otros estilos como el de sangrecita o amazónico, este último contiene cecina, chorizo y plátano.
El plato se acompaña con sillao y/o crema de ají. Cuando se acompaña con tallarín saltado en un solo plato servido de forma generosa se le denomina "combinado", y si el arroz chaufa se mezcla con frijol chino se le conoce como «aeropuerto». El acompañamiento con el pollo a la brasa se nombra «mostrito».

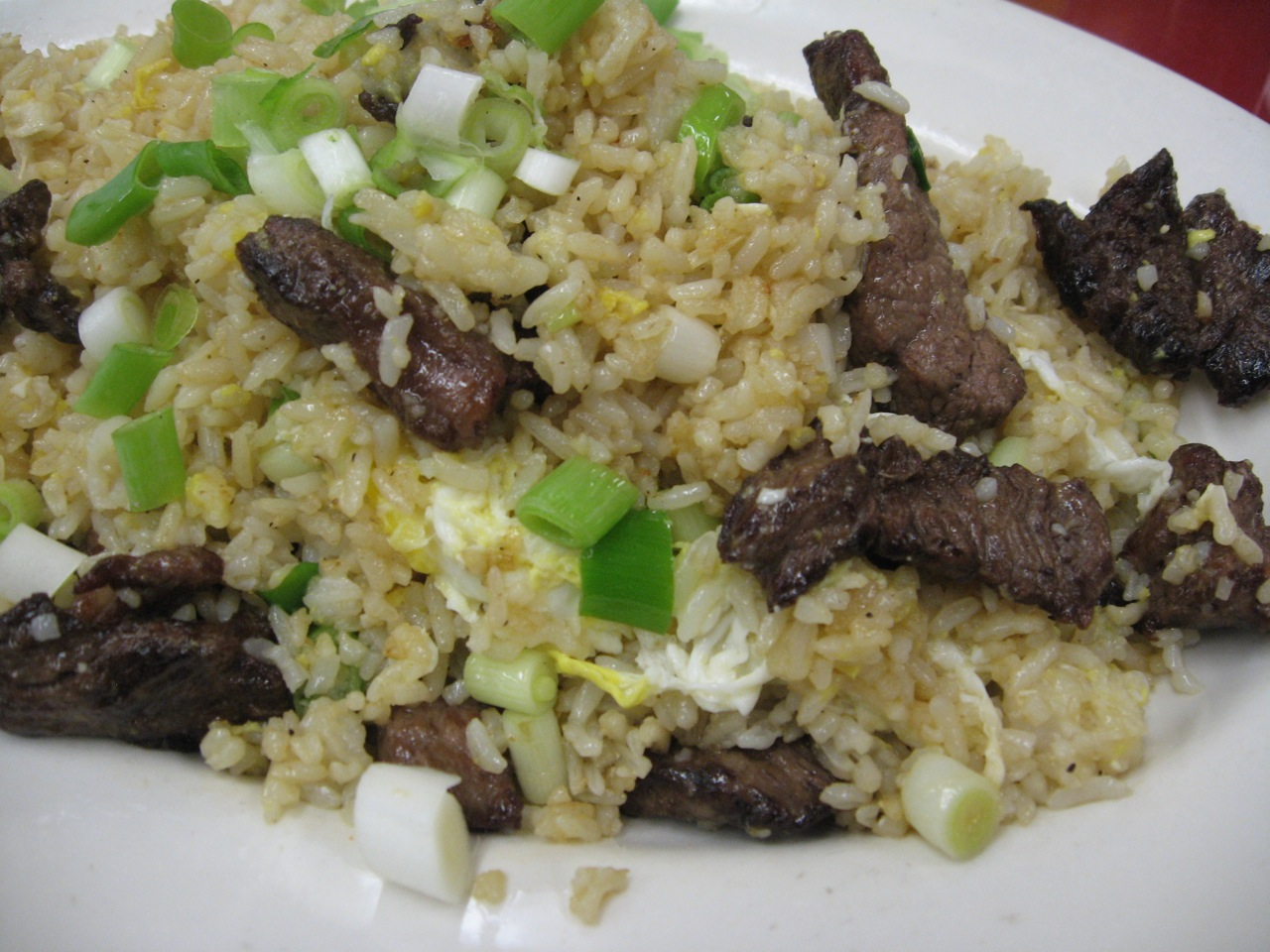
Arroz chaufa de carne
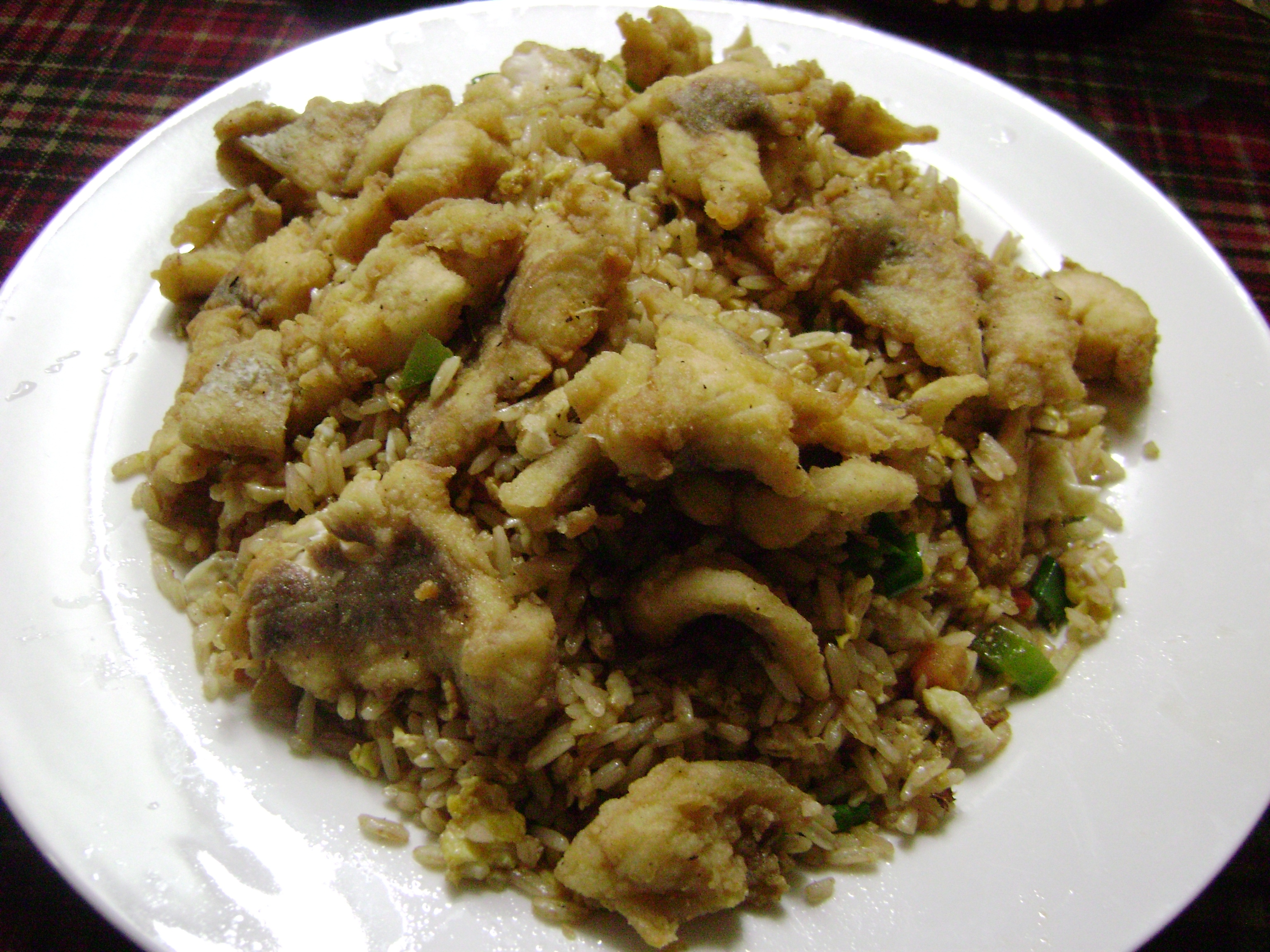
Chaufa de trucha
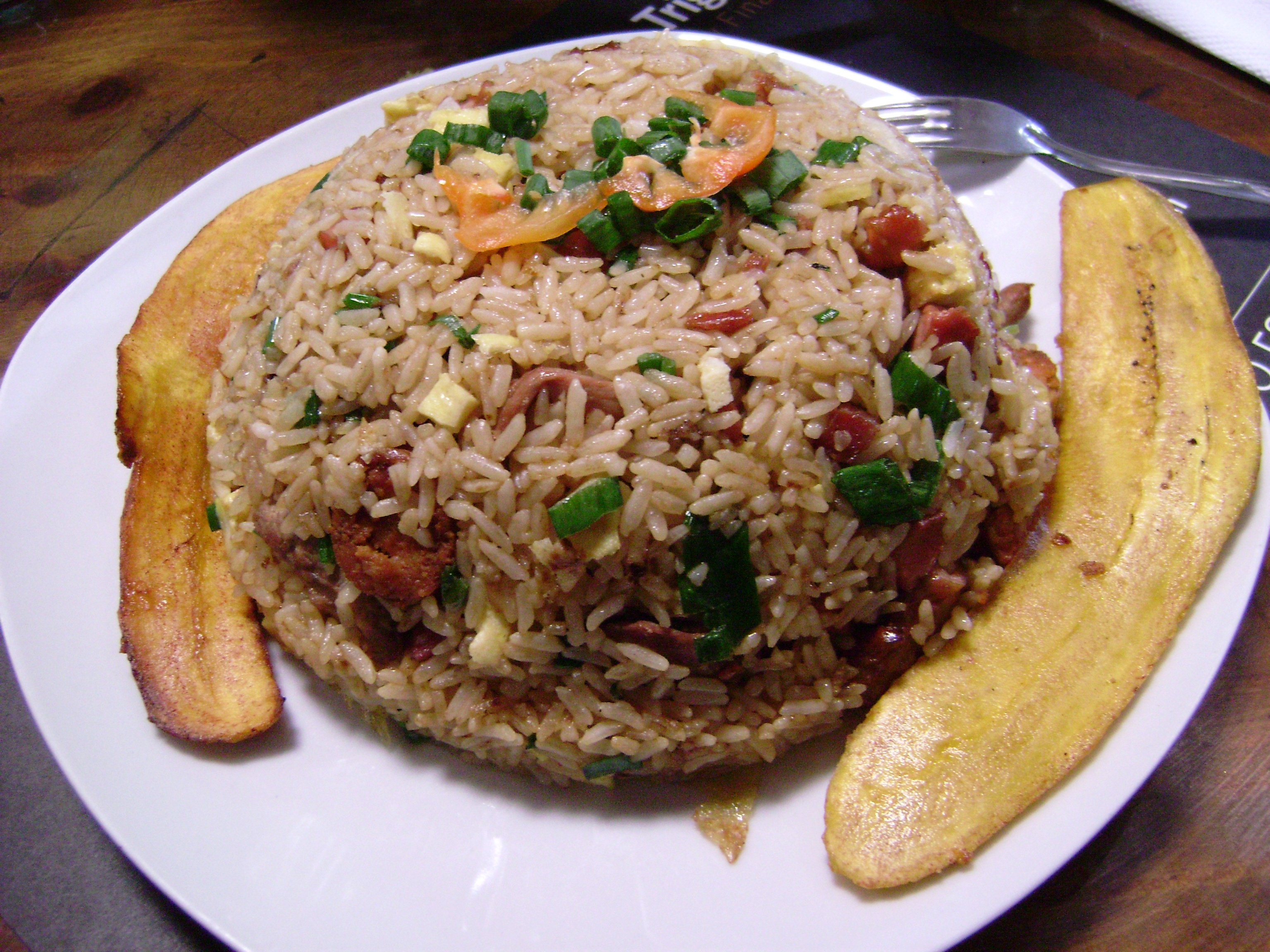
Chaufa al estilo selvático